# Thalassomya eruciformis
Thalassomya eruciformis är en tvåvingeart som först beskrevs av Johnston 1828.  Thalassomya eruciformis ingår i släktet Thalassomya och familjen fjädermyggor. Inga underarter finns listade i Catalogue of Life.